# Чехія на літніх Олімпійських іграх 2024
Чехію на літніх Олімпійських іграх 2024 представляли сто одинадцять спортсменів у двадцяти трьох видах спорту.

## Медалісти
| Медаль | Ім'я                                         | Вид спорту                      | Змагання                       | Дата      |
| ------ | -------------------------------------------- | ------------------------------- | ------------------------------ | --------- |
| 1      | Катержина Сінякова Томаш Махач               | Теніс                           | змішані пари                   | 2 серпня  |
| 1      | Мартін Фукса                                 | Веслування на байдарках і каное | каное-одиночки, 1000 метрів    | 9 серпня  |
| 1      | Йозеф Достал                                 | Веслування на байдарках і каное | байдарки-одиночки, 1000 метрів | 10 серпня |
| 3      | Їржи Беран Якуб Юрка Мартін Рубеш Міхал Чупр | Фехтування                      | командна шпага                 | 2 серпня  |
| 3      | Нікола Огродникова                           | Легка атлетика                  | метання списа                  | 10 серпня |